# 鞘藻目
鞘藻目（Oedogoniales）為藻類植物之一植物目。該植物於植物分類表上，歸於綠藻門（Chlorophyta）綠藻綱（Chlorophyceae），同綱者尚有色球藻目（Chlorococcales） 等等植物目。

## 下级分类
本目包括以下科：
- 鞘藻科 Oedogoniaceae